# 結城バイパス

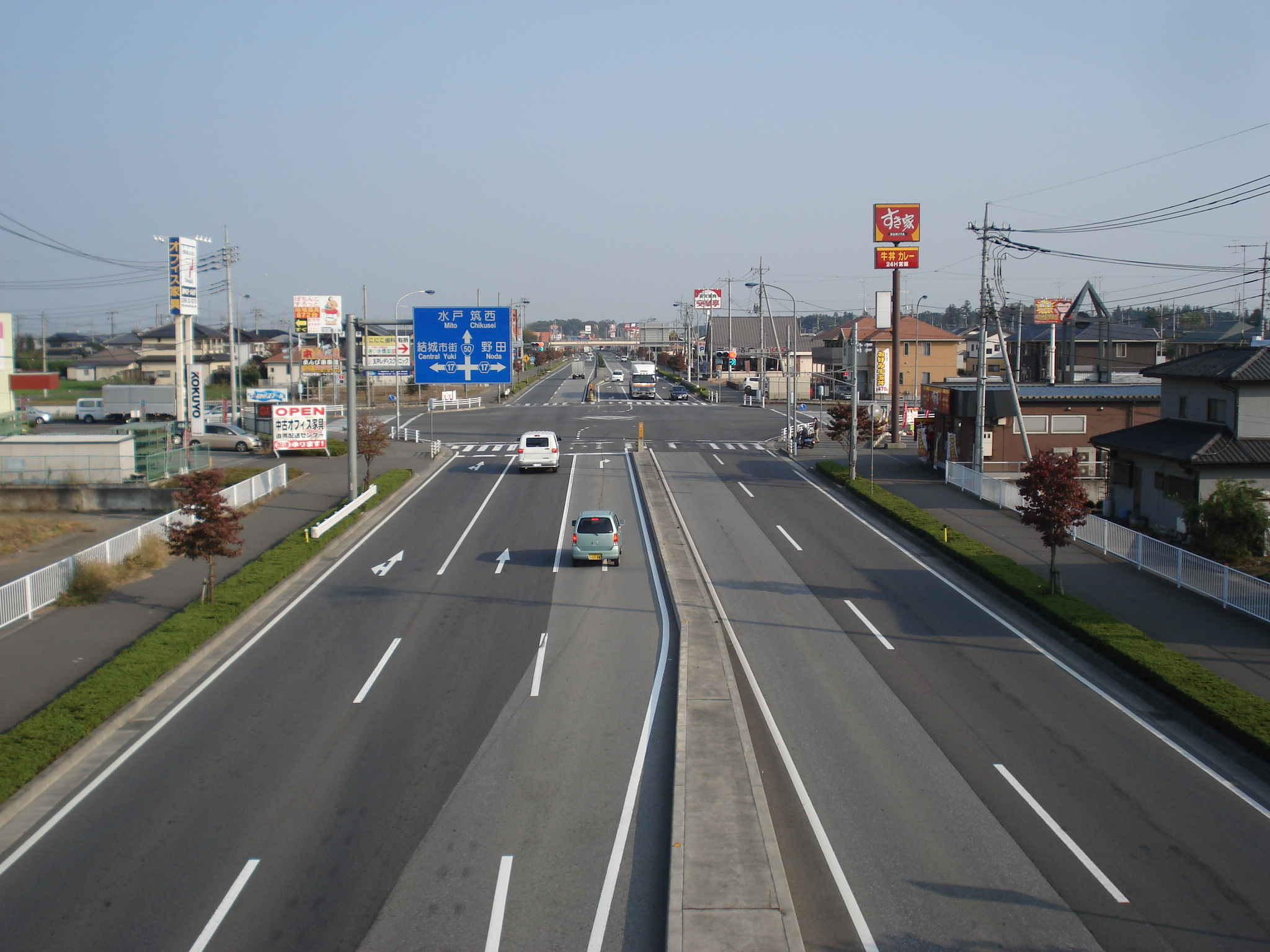
結城市結城付近（2008年10月撮影）

結城バイパス（ゆうきバイパス）は茨城県結城市から筑西市に至る国道50号のバイパスである。

## 概要
- 起点 : 茨城県結城市大字小田林（小田林交差点）

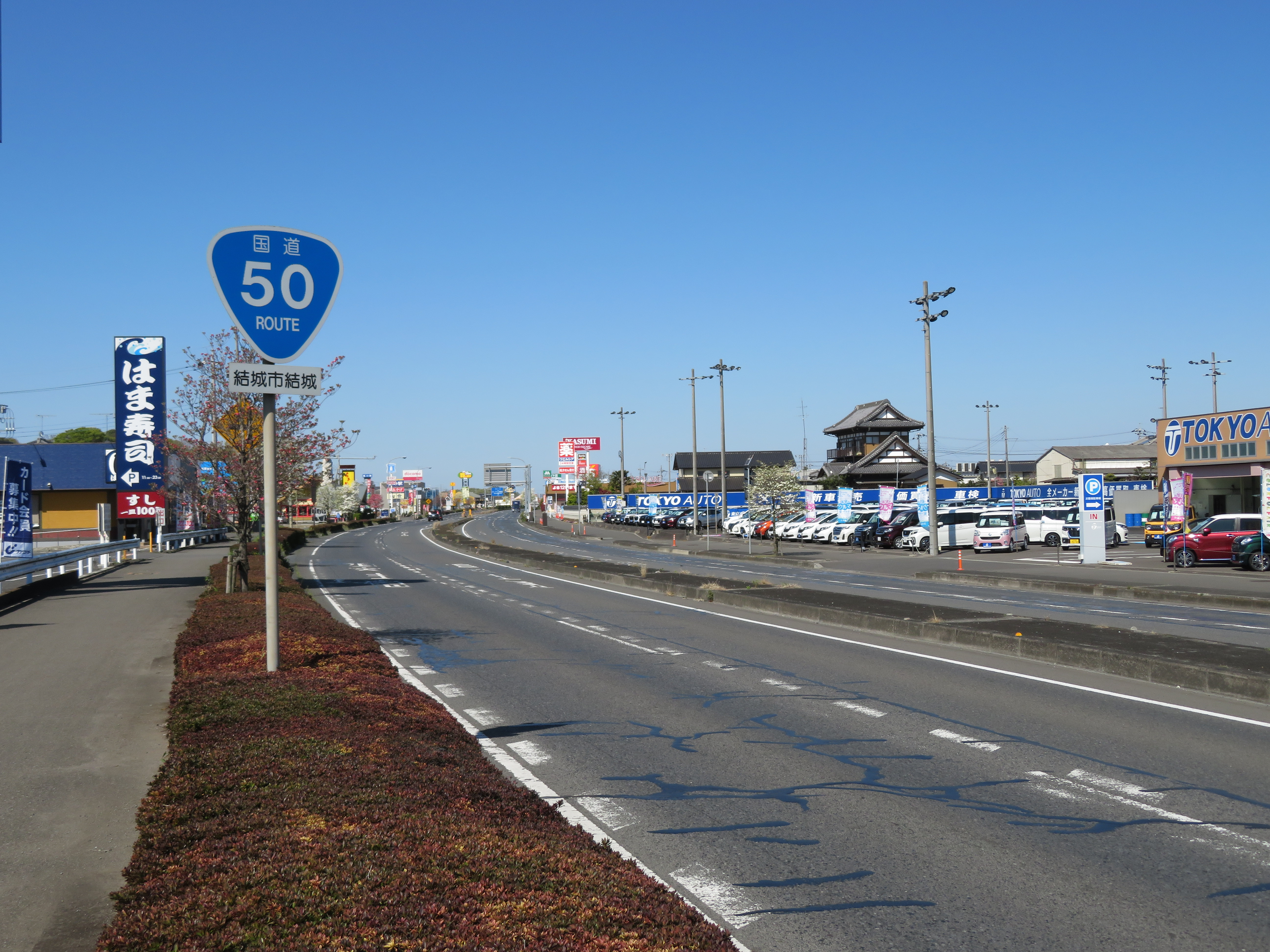
茨城県結城市下り松付近

- 終点 : 茨城県筑西市布川（布川交差点）
- 距離 : 7.7km[1]
- 車線数 : 4車線

## 歴史

### 旧結城バイパス
- 1966年（昭和41年）8月1日：結城市大字小田林（小田林（西）交差点） - 大字観音台（続橋交差点）の都市計画街路事業化に伴う、道路区域（4.5 km）を指定[2]。

### 現結城バイパス
- 1978年度（昭和53年度） - 都市計画決定
- 1979年度（昭和54年度） - 川島橋を含む東側2.3km区間事業化
- 1987年度（昭和62年度） - 新川島橋開通、東側区間2.3km暫定2車線で供用開始
- 1988年度（昭和63年度） - 中央区間、西側区間のバイパス部事業化
- 1989年度（平成元年度） - バイパス部用地買収着手
- 1993年度（平成5年度） - 一部改良工事着手
- 1998年（平成10年）4月 - 中央区間（下館市（現筑西市）鬼怒川西交差点 - 結城市城南小北交差点）3.5km暫定2車線で供用開始
- 2002年（平成14年）7月 - 西側区間（結城市城南小北交差点 - 小田林交差点）1.9km暫定2車線で供用開始、全線供用開始
- 2004年（平成16年）1月 - 中央区間の4車線供用開始
- 2005年（平成17年）3月 - 西側区間の4車線供用開始
- 2023年（令和5年）5月27日 - 東側区間（結城市結城 - 筑西市布川）2.8 kmが4車線供用開始、これにより全線4車線化[3]。

## 交差する道路など
| 交差点名・施設名                             | 接続路線など                                                 | 最高速度 (km/h) | 車線数 （供用/計画） | 所在地 | 所在地 |
| -------------------------------------------- | ------------------------------------------------------------ | --------------- | -------------------- | ------ | ------ |
| 国道50号小山 - 結城拡幅 小山・前橋方面へ直通 |                                                              |                 |                      |        |        |
| 小田林                                       | 茨城県道15号結城下妻線                                       | 法定速度（60）  | 4/4                  | 茨城県 | 結城市 |
| 城南小北                                     | 茨城県道17号結城野田線                                       | 法定速度（60）  | 4/4                  | 茨城県 | 結城市 |
| 鹿窪運動公園入口                             | 茨城県道20号結城坂東線                                       | 法定速度（60）  | 4/4                  | 茨城県 | 結城市 |
| 小森北                                       | 茨城県道15号結城下妻線                                       | 法定速度（60）  | 4/4                  | 茨城県 | 結城市 |
| 鬼怒川西                                     | 国道50号（旧道）                                             | 法定速度（60）  | 4/4                  | 茨城県 | 筑西市 |
| 新川島橋                                     | 鬼怒川                                                       | 法定速度（60）  | 4/4                  | 茨城県 | 筑西市 |
| 下川島                                       | 茨城県道303号舟玉川島停車場線                                | 法定速度（60）  | 4/4                  | 茨城県 | 筑西市 |
| 布川西                                       | 国道50号（旧道）                                             | 法定速度（60）  | 4/4                  | 茨城県 | 筑西市 |
| 布川                                         | 茨城県道303号舟玉川島停車場線・茨城県道304号小川川島停車場線 | 法定速度（60）  | 4/4                  | 茨城県 | 筑西市 |
| 国道50号下館バイパス 筑西・水戸方面へ直通    |                                                              |                 |                      |        |        |

## 接続するバイパス
- 小山 - 結城拡幅
- 下館バイパス